# جيه بول جيتي
ج. بول جيتي (بالإنجليزية: J. Paul Getty)‏ (ديسمبر 1892 - 6 يونيو 1976) رجل أعمال أمريكي في مجال النفط، وصاحب شركة جيتي للنفط كان واحدًا من أغنياء العالم. بلغت ثروته عند وفاته ملياري دولار أمريكي[بحاجة لمصدر]. وعلى الرغم من ثروته اشتهر عنه بخله الشديد وحبه لجمع الأثار واللوحات الفنية النادرة والثمينة كان لشدة بخله يضع هاتف عمومي داخل قصره في إنجلترا حتى يتجنب دفع كلفة مكالمات الضيوف والأقارب.
في عام 1973م تم اختطاف حفيده والذي يحمل نفس اسمه في روما بإيطاليا وطالب الخاطفون بدفع فدية 17 مليون دولار فرفض دفعها وأجاب لدي 14 حفيد آخر.
وبعد ثلاثة أشهر تم إرسال طرد إلى إحدى الصحف الإيطالية يحوي خصلة شعر مع قطعة من أذن الحفيد وصورة مع استغاثة للجد بدفع المبلغ بعد تخفيضه إلى 3 ملايين دولار إلا أنه رفض بالبداية ولكنه وافق بعد نصيحة محاسبه الذي نصحه بإمكانية دفع مبلغ مليونان ومائتين ألف دولار واستقطاعها من دفعات الضرائب إلى الحكومة وبقيت ثمانمائة ألف دولار وافق على دفعها للفدية على شرط احتسابها قرض على ابنه بفائدة 4٪؜
توفي عام 1976 وتم إنتاج فيلم ومسلسل عن حياته.
ولد جون بول جيتي في مينابولس، في مينيسوتا. بدأ العمل عام 1909م عاملاً في حقول النفط بالقرب من بارتسفيل في أوكلاهوما. بعد تخرجه في جامعة أكسفورد في عام 1913م، بدأ الاستثمار في مجال النفط بأموال اقترضها من والده الذي كان أحد تجار النفط في أوكلاهوما. حصل جيتي على المليون دولار الأولى عندما كان عمره 23 عامًا.

## وصلات خارجية
- جيه بول جيتي على موقع IMDb (الإنجليزية)
- جيه بول جيتي على موقع الموسوعة البريطانية (الإنجليزية)
- جيه بول جيتي على موقع مونزينجر (الألمانية)
- جيه بول جيتي على موقع إن إن دي بي (الإنجليزية)
- جيه بول جيتي على موقع قاعدة بيانات الفيلم (الإنجليزية)